# Negazione (psicologia)
La negazione in psicologia è un meccanismo di difesa descritto per la prima volta nel 1895 da Sigmund Freud nei suoi studi sull’isteria. Freud utilizza il termine per indicare quel procedimento con cui il soggetto, pur manifestando uno dei suoi desideri, pensieri o sentimenti precedentemente rimossi, continua a difendersi da essi negando che gli appartengano.
Questo processo comporta una compromissione dell'esame della realtà, talvolta portando alla completa ignoranza cosciente di fatti conflittuali o intollerabili, senza alcuna consapevolezza di tali dati. Benché possa offrire momentaneo sollievo, la negazione non costituisce una soluzione efficace a lungo termine. Questo comportamento può portare a una mancanza di adattamento e ad un approccio disfunzionale alla vita quotidiana.
Freud nel suo scritto Sulla Negazione (1925) sostiene che «la negazione è un mezzo per diventar consapevoli del rimosso [...]. Ne deriva una specie di ammissione intellettuale del rimosso mentre permane l’essenziale della rimozione. [...]. Per mezzo del simbolo della negazione, il pensiero si libera delle limitazioni della rimozione».

## Freud
Nel famoso saggio del 1925 Sulla Negazione, analizzando l’atto del negare nel suo attuarsi, Freud ci introduce alla logica delle enunciazioni, prese nel momento in cui il soggetto le sta enunciando. Nell'analisi della negazione, Freud evidenzia un concetto fondamentale che sfida la logica tradizionale: nell'inconscio, il "no" non esiste come negazione assoluta, ma ogni negazione implica implicitamente l'esistenza del contrario. Questo concetto sconvolge la logica binaria della mente conscia, dove "sì" e "no" sono opposti netti. La negazione assume una sfumatura più complessa: non solo indica l'assenza di qualcosa, ma suggerisce indirettamente l'esistenza di qualcos'altro. Freud esordisce citando un proprio caso clinico: “Lei domanda chi possa essere questa persona nel sogno – dice il paziente. Di certo non è mia madre”. Correggiamo: “Allora è la madre”. La negazione è il lasciapassare con cui il rimosso accede alla coscienza, e quindi alla conoscenza. La rimozione «è il sosia imperfetto o l’antenato meno evoluto» della negazione, è la negazione originaria. Il ‘no’, dunque, costituisce un «certificato d’origine» del contenuto negato.
Freud giustifica il suo metodo clinico, che trasforma la negazione in affermazione, introducendo una nuova teoria fondata sull'idea di introiezione e proiezione delle rappresentazioni psichiche all'interno e all'esterno dell'apparato psichico. L'apparato psichico, secondo Freud, si basa sul principio di piacere: le esperienze o i desideri in linea con questo principio vengono accolti e integrati, mentre quelli in conflitto vengono respinti o rimossi. L'affermazione (Bejahung) consente l'accesso alle esperienze armoniose con il principio di piacere attraverso l'introiezione, mentre la negazione (Verneinung) agisce come meccanismo di difesa, espellendo ciò che genera conflitto tramite la proiezione. Questo processo è talvolta denominato "Ausstossung" in tedesco. In questa prospettiva, Freud ha scelto di discostarsi dal modello edipico, il quale avrebbe potuto spiegare in modo esaustivo l'atto della negazione. Secondo il mito di Edipo, la madre rappresenta l'oggetto del desiderio, ma il Super-Io vieta l'incesto e rimuove questa rappresentazione. Di conseguenza, l'Io nega tale rappresentazione, stabilendo così una distinzione tra la realtà psichica e quella effettuale.
Freud afferma: «La tendenza generale a negare, il negativismo manifestato da certi psicotici, deve forse l'essere considerato come un segno di una defusione degli istinti che si è affermata attraverso un ritiro delle componenti libidiche. Ma l'uso della funzione del giudizio non si rende possibile fintanto che la creazione del simbolo della negazione non ha dotato il pensiero di un abbozzo di libertà dalle conseguenze della rimozione e, con ciò, dalla compulsione del principio del piacere».
Nella teoria freudiana, l'inconscio costituisce un elemento cardine dell'apparato psichico, rappresentando un ambito inaccessibile alla coscienza individuale ma determinante per il funzionamento psicologico. Freud distingue due dimensioni fondamentali dell'inconscio: una di natura epistemica, intesa come una forma di sapere non consapevole, e un'altra di carattere ontologico, configurata come il regno delle pulsioni.
Le pulsioni, secondo Freud, sono considerate forze dinamiche che agiscono al confine tra il somatico e il psichico, mirando alla soddisfazione libidica attraverso le zone erogene del corpo. La negazione, come meccanismo di difesa psicologica, si inserisce in questo contesto come uno dei modi attraverso cui la mente gestisce le tensioni tra le pulsioni innate e le esigenze sociali o morali, influenzando il modo in cui percepiamo e reagiamo agli stimoli esterni.
l contributo di Freud ha permesso di comprendere meglio il complesso rapporto tra negazione, rimozione e processo di coscienza: la negazione, secondo Freud, svolge un ruolo cruciale nel processo di rimozione, che è uno dei concetti fondamentali della psicoanalisi. Questo processo consente all'individuo di escludere dalla coscienza pensieri o desideri che risultano troppo dolorosi o minacciosi. Tuttavia, la negazione non elimina completamente questi contenuti, ma li mantiene latenti nell'inconscio. La corrispondenza tra rimosso e inconscio, che è uno dei principali temi messi in discussione da Carl Gustav Jung, resterà fondamentale per Freud almeno fino alla definizione più articolata del concetto di “difesa inconscia”.
Inoltre, Freud ha evidenziato come la negazione verbale possa influenzare il modo in cui percepiamo le nostre emozioni e i nostri desideri. Ad esempio, quando neghiamo un sentimento o un desiderio, possiamo finire per rafforzare proprio ciò che stiamo cercando di negare, rendendolo più presente nella nostra coscienza.

### La fase orale dello sviluppo infantile
Freud descrive lo sviluppo psicosessuale infantile attraverso cinque fasi distintive, tra cui la fase orale, anale e fallica, culminando nella risoluzione del complesso di Edipo e di Elettra rispettivamente nei bambini e nelle bambine. Durante la fase orale, il bambino esplora il mondo principalmente attraverso la bocca, sperimentando piacere e dispiacere. In questa fase critica dello sviluppo, la capacità di negazione si manifesta in modo significativo. Oltre al cibo, il bambino impara a discernere tra ciò che è gratificante e ciò che non lo è, tra ciò che è interno e ciò che è esterno a sé.
Questo processo non è limitato solo all'ambito alimentare ma si estende anche all'accettazione o al rifiuto di esperienze emotive e sensoriali. Attraverso questa esperienza, il bambino inizia a definire i confini del proprio sé, apprendendo a distinguere ciò che appartiene alla sua sfera individuale e ciò che appartiene al mondo esterno. Tale distinzione tra interno ed esterno costituisce un passaggio cruciale nella formazione del concetto di soggettività e oggettività. Il bambino inizia a comprendere che le sue percezioni soggettive possono differire dalla realtà oggettiva, influenzando così le sue interazioni con il mondo esterno e la sua interpretazione delle esperienze durante lo sviluppo e oltre.

### La negazione nei disturbi mentali
La negazione opera come una barriera protettiva contro l'angoscia e la dissonanza cognitiva. Integra spesso altri processi difensivi, quali la razionalizzazione e la proiezione, al fine di mantenere un equilibrio psichico. Sebbene offra momentaneo sollievo dall'ansia, può altresì comportare un distacco dalla realtà e ostacolare il processo di adattamento e crescita personale. Sigmund Freud ha applicato il concetto di negazione all'analisi dei disturbi mentali, distinguendo tra nevrosi e psicosi:
- Nella nevrosi, la negazione si manifesta con l'ansia e comportamenti disfunzionali, pur mantenendo un contatto con la realtà. In questa condizione, l'individuo è consapevole del proprio rifiuto di accettare pensieri o sentimenti spiacevoli. La funzione della negazione in questo contesto è quella di ridurre l'ansia e preservare un senso di normalità, contribuendo al mantenimento dell'equilibrio psichico in situazioni stressanti. Ad esempio, un individuo affetto da nevrosi potrebbe consapevolmente rifiutare l'idea che la propria ansia derivi da problemi di autostima, preferendo attribuirla a fattori esterni.
- Nella psicosi, invece, la negazione porta alla perdita del contatto con la realtà e alla distorsione della percezione. In questa condizione, l'individuo spesso non è consapevole della propria negazione della realtà esterna e dei propri stati mentali. La funzione della negazione in questo caso è quella di contribuire alla distorsione della realtà e al mantenimento della condizione psicologica. Ad esempio, una persona in uno stato psicotico potrebbe negare completamente la presenza di voci uditive che solo lei riesce a sentire, attribuendo i suoni ad altre fonti esterne.

Un ulteriore meccanismo di difesa considerato da Freud nei disturbi mentali è la regressione, fenomeno che si manifesta quando un individuo ritorna a comportamenti e modelli di pensiero tipici di fasi precedenti del suo sviluppo. Freud la considerava cruciale, legandola agli aspetti di allucinazioni e sogni; ne "L'interpretazione dei sogni" espone che nel sogno le rappresentazioni ritornano a immagini sensoriali originarie, sostanziando le sue teorie su sogni e processi patologici.

## La negazione nella psicolinguistica
Dopo la rivoluzione introdotta da Noam Chomsky nel 1957, la psicolinguistica dello sviluppo ha concentrato la sua attenzione sul processo di apprendimento linguistico nei bambini, includendo lo studio della negazione.

### Chomsky
Secondo Chomsky, il processo di sviluppo linguistico nei bambini è guidato da un insieme di regole innate che costituiscono ciò che egli chiama la "grammatica universale". Questa grammatica universale fornisce ai bambini le fondamenta cognitive necessarie per acquisire e comprendere la struttura del linguaggio.
Nelle prime fasi dello sviluppo linguistico, i bambini manifestano una comprensione elementare della negazione utilizzando parole come "no" o "non" per esprimere disapprovazione o rifiuto. Queste parole vengono spesso separate dalla frase principale e utilizzate in contesti semplici.
Con l'avanzare dello sviluppo cognitivo e linguistico, i bambini iniziano a integrare direttamente il concetto di negazione nella struttura della frase, posizionando il "no" prima del verbo o di altri elementi chiave della frase. Questo riflette una maggiore comprensione delle regole grammaticali e una capacità crescente di utilizzare la negazione in modo più preciso e contestuale.
Nella fase avanzata dello sviluppo linguistico, i bambini acquisiscono la capacità di formare frasi negative più lunghe e complesse, utilizzando anche parole come "nessuno" o "nulla" per esprimere sfumature più intricate della negazione. Questo dimostra una padronanza sempre più sofisticata della grammatica e una maggiore flessibilità nel manipolare e comprendere il linguaggio.

### Brown
Lo studio condotto da Brown nel 1973 è stato un contributo significativo allo sviluppo della comprensione della negazione nei bambini. Una delle principali contribuzioni di Brown è stata la sua suddivisione dei tipi di negazione in categorie ben definite, che includevano il rifiuto, il diniego, l'espressione di inesistenza o scomparsa, e l'espressione diretta di negazione. Questa classificazione ha permesso una comprensione più approfondita della negazione infantile, fornendo un quadro chiaro dei diversi contesti in cui la negazione può manifestarsi nel comportamento e nel linguaggio dei bambini.
Lo studio di Brown ha mostrato come la capacità di negare sia una parte fondamentale del processo di crescita e maturazione, poiché consente ai bambini di esprimere autonomamente le proprie preferenze, opinioni e desideri. Brown ha avuto importanti implicazioni pratiche per l'educazione e lo sviluppo dei bambini. Ha fornito agli educatori, ai genitori e agli operatori sanitari una maggiore consapevolezza dei diversi modi in cui i bambini possono esprimere la negazione e ha suggerito strategie efficaci per gestire e supportare lo sviluppo sano di questa capacità linguistica e cognitiva.

### Shapiro e Rizzuto
Lo studio condotto da Arthur Shapiro nel 1979 ha rappresentato un'analisi significativa delle dinamiche della negazione all'interno delle interazioni cliniche. Questo studio ha contribuito a una comprensione più approfondita della negazione, distinguendo tra due forme specifiche: la negazione proposizionale e la negazione performativa. Questa distinzione ha permesso di evidenziare le diverse modalità attraverso cui la negazione si manifesta e agisce nei contesti comunicativi e terapeutici.
La negazione proposizionale si riferisce alla negazione di una dichiarazione affermativa, e mira a contraddire direttamente l'affermazione. Ad esempio, l'affermazione "Non ho mangiato la torta" nega esplicitamente l'azione di mangiare la torta.
D'altra parte, la negazione performativa si manifesta come resistenza o rifiuto nei confronti di un'azione o interpretazione proposta. In questo caso, il soggetto esprime un dissenso emotivo o psicologico nei confronti di un'interpretazione o di un'azione proposta. Un esempio può essere rappresentato dalla frase "No, non credo che sia arrabbiato", dove viene negata l'interpretazione proposta.
Questo studio ha sottolineato che la negazione va oltre la mera opposizione di una frase affermativa, rappresentando invece una forma di difesa emotiva o relazionale. Tale comprensione ha arricchito notevolmente la valutazione e la comprensione delle dinamiche comunicative e psicologiche all'interno dei contesti clinici.
In seguito, Rizzuto (1988) ha ulteriormente approfondito la comprensione della negazione nelle interazioni cliniche, concentrandosi sulle dinamiche comunicative e psicologiche sottostanti. Attraverso l'osservazione dei segnali emotivi e comportamentali espressi attraverso gesti e comunicazione non verbale durante le sessioni terapeutiche, questo approccio ha ampliato la valutazione clinica, consentendo una comprensione più completa delle dinamiche psicologiche sottostanti.

## Critiche a Freud
Il contributo di Freud alla teoria della negazione ha avuto un impatto significativo sulla psicologia moderna, aprendo nuove prospettive di ricerca e stimolando il dibattito su questioni fondamentali riguardanti la natura della mente umana e il suo funzionamento.

### Virno
Paolo Virno, nel Saggio sulla negazione, argomenta che la negazione riveste un ruolo cruciale nel delineare il confine tra il pensiero verbale e le funzioni cognitive taciturne, quali le sensazioni o le immagini mentali. In tal modo, quando si discute di ciò che 'non' avviene nel contesto presente o di attributi 'non' assegnabili a un determinato oggetto, l'essere umano si disimpegna dall'originaria empatia neurale, propria delle fasi pre-linguistiche, e si allontana dagli istinti primordiali, consentendo l'accesso a una forma di socialità di secondo livello, negoziata e instabile, che caratterizza la sfera pubblica.
Virno osserva che l'individuo apprende presto che l'enunciato negativo non si limita a rappresentare l'opposto di realtà sgradevoli o sentimenti distruttivi, bensì, nel rifiutare tali realtà, le identifica e le integra nella propria esperienza. Tale processo, afferma Virno, rappresenta un'azione civilizzatrice che riflette una costante esposizione a retroazioni antropologiche emergenti.
Con lo sviluppo del linguaggio, l'uomo acquisisce una consapevolezza crescente del potere singolare della negazione: l'espressione verbale della repulsione, che muove l'anima contro un oggetto o una situazione, è destinata a mantenere saldamente il contatto con quell'oggetto o situazione. Secondo Virno, la prassi della negazione dimostra che non c'è un legame genetico o operativo tra la negatività psichica e il negare sintattico, tra una negazione logica e un moto psicologico, tra il "non" del linguaggio e l'impulso all'espulsione.
Liberato da vincoli illusori e da simili surrettizi, il connettivo sintattico "non" acquisisce una libertà d'azione pressoché illimitata. Il suo utilizzo diventa flessibile e pervasivo, coinvolgendo qualsiasi contenuto emotivo. La negazione logica, inizialmente vista come un freno alle spinte psichiche espulsive, si rivela capace di influenzare anche gli affetti che, secondo Freud, mirano all'accoglienza e all'inclusione. L'affermazione diventa il surrogato di tali affetti "gioiosi", e anche su di essi la negazione agisce come fa sui sentimenti "tristi" con cui reagisce.
La negazione "disattiva" l'affetto, sia esso triste o gioioso; pur rimanendo fedele al contenuto semantico del sentimento affermato, non lo sostituisce, continuando a trattarlo senza indicarne o definirne un altro. La negazione agisce quindi, liberamente e diffusamente, su qualsiasi affetto, dalla benevolenza al malanimo, con la sua proprietà inibitoria che implica contraddizione ma non contrarietà. Nella vita quotidiana, raramente si incontrano conflitti tra sentimenti opposti, che emergono solo in situazioni particolari. L'uomo che comprende appieno gli strumenti linguistici può utilizzare il "non" in qualsiasi momento e in qualsiasi condizione, anche contro la solidarietà e la cooperazione, come un'arma che sospende queste qualità a favore di una violenza maggiore rispetto agli impulsi psichici distruttivi.
Virno associa alla doppia negazione due verità filosofiche. In primo luogo, negare ciò che era già negato non significa affermarlo: quando Paolo dice "Non è che non ti amo", si distacca dall'affermazione "Non ti amo", ma non sta dichiarando a Elena "Ti amo", che è ciò che implicherebbe l'affermazione positiva. Questa situazione lascia Elena turbata e si chiede cosa Paolo stia facendo, confrontandosi con la seconda verità filosofica individuata da Virno: la negazione della negazione è uno speech act, non una mera descrizione, ma un'azione. La doppia negazione proietta il sentimento verso una trasformazione, assumendo sfumature nuove: il soggetto che enuncia i due "non" oscilla tra l'accettazione e il rifiuto, adottando un'esitante posizione "né sì, né no". Le due verità filosofiche rendono la negazione della negazione circolare, coinvolgendola in un reciproco compiersi: posso comprendere il divario semantico tra affermazione e doppia negazione solo se riconosco la performatività linguistica della doppia negazione e, viceversa, questo divario mi aiuta a capire l'azione che compio nel negare una negazione.
Se la doppia negazione risulta inefficace, rimanendo un "espediente diplomatico", è perché le due negazioni coesistono anziché annullarsi reciprocamente. La doppia negazione riuscita, e quindi felice, è quella che interagisce con molteplici elementi eterogenei, supportata da emozioni, eventi e azioni "taciturne", riuscendo a superare la neutralità del "né sì, né no".Secondo Virno, la negazione linguistica apre la strada a una fenomenologia della coscienza negatrice. Attraverso un'analisi attenta delle parole e delle loro implicazioni, Virno rivela le complessità e le sfumature della negazione come elemento costitutivo del linguaggio e della società umana.

### Moro
Il collegamento tra la negazione e il cervello è emerso da studi che mostrano come gli enunciati negativi inibiscano parzialmente i circuiti motori attivati nel cervello per interpretare frasi riguardanti azioni, sia affermative che negative. Tale fenomeno suggerisce che è la negazione stessa ad influenzare i centri del controllo motorio e non viceversa. È importante sottolineare che la negazione non ha una rappresentazione sensoriale diretta nel mondo reale; essa appartiene piuttosto alla rappresentazione linguistica del mondo. Questo concetto, secondo Moro in Che cos'è il linguaggio, supporta l'idea che il linguaggio non derivi dalla configurazione del mondo ma sia indipendente da esso, proiettando ombre sul mondo anziché essere un riflesso diretto di esso.
Moro sottolinea che la negazione non è presente in altri codici di comunicazione animale in modo formale come avviene nel linguaggio umano. Gli animali possono manifestare rifiuto o riconoscere l'assenza di un evento, ma non utilizzano la negazione in modo linguistico come gli esseri umani. Questo evidenzia un'importante caratteristica del linguaggio umano e della negazione come elemento specificamente umano.
I neuroni specchio, individuati dal gruppo di ricerca guidato da Giacomo Rizzolatti e localizzati nella corteccia cerebrale, sono coinvolti nell'attivazione durante la pianificazione, l'esecuzione e l'osservazione di movimenti sia da parte dell'individuo stesso che di altri soggetti. Questi neuroni rispondono anche alla percezione di frasi relative a movimenti. Moro e altri studiosi hanno esaminato se questi stessi neuroni si comportino in modo simile quando si incontrano frasi affermative e negative. Uno studio del 2008 condotto da Tettamanti e Moro ha rivelato che, a differenza dell'attivazione osservata durante la comprensione di frasi affermative, l'esposizione a frasi negative induce un'attività di inibizione parziale nei circuiti motori. In altre parole, anziché attivarsi, i neuroni coinvolti nell'esecuzione di azioni si inibiscono quando viene espressa la negazione.

### Brenner
Nel suo fondamentale lavoro "The Mind in Conflict" del 1982, Charles Brenner ha offerto una rivisitazione delle categorie concettuali introdotte da Freud, con l'obiettivo di rendere queste teorie più accessibili e pratiche per gli psicoterapeuti.
Brenner sottolinea che le modalità di difesa adoperate nella sfera psichica sono così varie quanto complessa è la nostra vita mentale. Nonostante questa diversità, tutte le strategie di difesa condividono un elemento fondamentale: l'atto di negazione o rifiuto. Brenner evidenzia che, per sua stessa definizione, la difesa implica un diniego o un rifiuto, nel senso più comune del termine. Ogni forma di difesa contro un impulso che suscita angoscia o sentimenti depressivi si traduce, di fatto, in un implicito "No" rivolto a qualche aspetto di quel particolare impulso.
Brenner sottolinea che, indipendentemente dalla specifica modalità di difesa adottata, il meccanismo sottostante rimane sempre un atto di negazione.

### Lacan
Secondo Jacques Lacan, Freud ha radicalmente reinterpretato il detto cartesiano "Io penso, dunque sono" in "Io penso dove non sono, dunque sono dove non penso". Questa affermazione riflette l'idea di una soggettività umana che esiste in un livello mentale preconscio e linguistico, ma che rimane inconscia. La psicoanalisi successiva a Freud ha spesso trascurato questa prospettiva, considerando l'inconscio semplicemente come uno sfondo mentale privo di voce. Lacan suggerisce invece che l'inconscio ha una propria voce e comunica in modo unico, cercando di correggere le distorsioni e le illusioni generate dall'Io. L'approccio linguistico di Lacan, influenzato dalla teoria strutturalista di Saussure e Jakobson, si concentra sull'idea che l'inconscio sia strutturato come un linguaggio. Il pensiero di Lacan offre una prospettiva innovativa sull'interazione tra linguaggio e psicoanalisi, evidenziando il ruolo centrale del linguaggio nell'organizzazione della mente umana e nell'esperienza soggettiva.  Contrariamente alla concezione saussuriana, Lacan ribalta il rapporto tra significante e significato, assegnando un ruolo predominante ai significanti nell'inconscio. Questo approccio riconosce che il linguaggio inconscio è costituito da una serie di significanti che producono effetti sulla coscienza in modi elusivi e al di fuori del controllo del soggetto.
L'originalità del pensiero lacaniano emerge nel suo insistere sull'azione autonoma dei significanti rispetto ai significati e sulla loro capacità di influenzare la coscienza senza essere direttamente controllati da essa. Lacan sostiene che il linguaggio struttura l'inconscio e induce nell'Io un'identità illusoria basata su significanti impersonali. Questa prospettiva suggerisce che il linguaggio agisce come una sorta di gabbia che imprigiona il soggetto, limitandone le possibilità di comprensione e comunicazione. Secondo Lacan, l'accesso del soggetto al linguaggio coincide con l'alienazione, poiché comporta la perdita di una coerenza originaria tra significati e significanti biologici. L'individuo nasce già "nel campo dell'Altro", cioè all'interno di una dimensione sociale e culturale strutturata dal linguaggio. Questo processo, sebbene consenta all'Io di parlare, impedisce al sistema linguistico di accedere alla coscienza, poiché è un prodotto culturale e sociale.
Lacan evidenzia che il linguaggio non è un semplice strumento espressivo, ma piuttosto una struttura che condiziona e preordina ogni espressione del soggetto. Solo attraverso la psicoanalisi è possibile indagare le leggi del linguaggio e recuperare il significato e la parola come fondamenti della comunicazione umana. Freud aveva già compreso che l'inconscio ha un linguaggio proprio, e solo attraverso la parola del paziente è possibile accedervi e risalire al suo contenuto latente.

### Jung e Kugler
Le riflessioni di Jung e Paul Kugler aprono prospettive sull'interazione tra linguaggio e psiche, evidenziando l'importanza delle assonanze fonetiche nel processo di associazione inconscia e il loro impatto sulla coscienza logico-linguistica. Paul Kugler, un analista junghiano di spicco, ha contribuito significativamente allo studio dell'approccio archetipico al linguaggio e alla sua influenza sul lavoro analitico e sulla psiche umana. Nel suo lavoro del 1982 intitolato "The Alchemie of Discourse", Kugler esplora il ruolo dell'aspetto fonetico della lingua e la sua relazione con l'inconscio.
Secondo Kugler, l'inconscio è essenzialmente costituito da rappresentazioni pre-verbali dell'esperienza di vita del soggetto, tra cui quelle che definisce "immagini acustiche". Egli evidenzia come Jung abbia sottolineato il legame stretto tra immaginazione e fonetica, arricchendo così la teoria psicolinguistica con due importanti contributi: primo, che il linguaggio di un individuo è dominato da gruppi autonomi di associazioni a tonalità affettiva con al centro un'immagine psichica; secondo, che il processo associativo inconscio è guidato da un criterio fonetico. Kugler mette in discussione l'idea di Freud secondo cui le associazioni di parole simili per suono sono casuali. Ad esempio, la somiglianza fonetica tra le parole "violet" e "violate" viene utilizzata dal sogno per esprimere il pensiero della violenza nella deflorazione. Questo evidenzia il ruolo delle assonanze fonetiche nel collegare il linguaggio all'inconscio.
La concezione junghiana della fonetica inconscia nei processi associativi richiama l'attenzione sul primato dei significanti sulla rete dei significati, come teorizzato da Lacan. Questo suggerisce che le assonanze fonetiche, al di là dei significati superficiali, influenzano profondamente il nostro pensiero e la nostra esperienza cosciente.

### Ricœur
Nel suo saggio su Freud, Paul Ricœur, contrariamente a un parallelo proposto con Hegel, evidenzia una dinamica diversa, dove l'inizio della Fenomenologia dello spirito prospetta una "dialettica" tra verità e certezza. Freud, secondo Ricœur, non limita l'istinto di morte alla sola aggressività, ma lo espande anche alle espressioni più silenziose del "lavoro negativo". Concetti come la negazione associata al giudizio, il gioco del fort-da e le creazioni di Leonardo rinviano tutti al comune intento di recuperare gli oggetti di piacere primordiale perduti, i cui riflessi emergono da un'assenza e una mancanza fondamentali. Questo intento si traduce anche nel tentativo di convincersi che tali rappresentazioni possano testimoniare la reale presenza di quegli oggetti.
Nell'introduzione del suo saggio, Ricœur si poneva la sfida di affrontare la "consistenza del discorso freudiano", riconoscendo che l'interpretazione di questo discorso sollevava questioni epistemologiche, filosofiche e dialettiche. Questo problema lo ha portato a intraprendere un "lungo cammino" per approfondire lo studio del rapporto tra l'ermeneutica dei simboli e la riflessione concreta, un percorso già iniziato nella sua opera precedente, La symbolique du mal.